# Michael Titze
Michael Titze (* 24. Dezember 1947 in Maribor, Slowenien) ist ein deutscher Psychotherapeut und Psychoanalytiker. Titze zählt zu den Pionieren des Therapeutischen Humors und der Gelotologie.

## Leben
Titze studierte bis 1973 Psychologie an der Universität Konstanz. 1975 wurde er bei Thomas Luckmann promoviert. Anschließend arbeitete Titze bei Wolfgang Blankenburg in der stationären Psychiatrie. Zugleich absolvierte er eine Ausbildung als Psychotherapeut in der individualpsychologischen Schule Alfred Adlers.
Von 1983 bis 1990 war Titze der Vorsitzende der Wissenschaftlichen Kommission der Internationalen Vereinigung für Individualpsychologie. Aus dieser Zeit stammen Impulse von William F. Fry, dem Begründer der Humorforschung (Gelotologie) in den USA. Hieraus entwickelte sich eine Zusammenarbeit zwischen Fry und Titze, beispielsweise im Humor & Health Institute in San Diego und im International Humor Seminar in Edmond (Oklahoma).
Seit 1985 arbeiten Rolf Kühn und Titze zusammen. Aus dieser Kooperation ist in Tuttlingen ein Forschungskreis für Philosophie und Psychotherapie entstanden, in dem die Integration der Lebensphänomenologie Michel Henrys in die Tiefenpsychologie diskutiert wurde. 2004 ist daraus der Freiburger Forschungskreis für Lebensphänomenologie hervorgegangen.
Gemeinsam mit dem Schweizer Psychologen Peter Hain veranstaltete Titze zwischen 1996 und 2000 insgesamt fünf Kongresse zum Thema Humor in der Therapie im Rahmen der Messe Basel. Die Einbindung von Psychologen, Pädagogen, Ärzten, Philosophen, Künstlern, Clowns und anderen Fachpersonen in das Kongressgeschehen ermöglichte die Schaffung verschiedener Netzwerke. Aus ihnen ging die Gründung von Vereinen hervor, die sich mit dem therapeutischen Humor befassen. Zwischen 2001 und 2004 veranstaltete Titze im Hospitalhof Stuttgart  den Kongress Heilsames Lachen mit sowie weitere Tagungen zum Thema therapeutischer Humor. Seit 2016 ist Titze Leiter eines Tuttlinger Seminaranbieters (HCDA-Akademie).
Sein spezielles Forschungsgebiet ist die Gelotophobie. Insbesondere im Humordrama besitzt der therapeutische Clown eine zentrale Bedeutung.

## Mitgliedschaften
- 1987: Gründungsmitglied der Wiener Gesellschaft für Logotherapie und Existenzanalyse e. V.
- Gründungsvorsitzender und Ehrenvorsitzender von HumorCare Deutschland e. V.[5]

## Veröffentlichungen

### Monografien
- Heilkraft des Humors. Therapeutische Erfahrungen mit Lachen. Herder, Freiburg/Basel/Wien 1985, ISBN 3-451-08246-2
- Die heilende Kraft des Lachens. Mit Therapeutischem Humor frühe Beschämungen heilen. Kösel, München, 1995, ISBN 3-466-30390-7
- Therapeutischer Humor. Grundlagen und Anwendungen. Gemeinsam mit Christof T. Eschenröder. Fischer, Frankfurt am Main 1998, ISBN 3-596-12650-9
- Die Humorstrategie. Auf verblüffende Art Konflikte lösen. Gemeinsam mit Inge Patsch. Kösel, München 2004, ISBN 3-466-30673-6
- Treating Gelotophobia with Humordrama. In: Humor & Health Journal, XVI, Nr. 4, 2007, S. 1–11
- Lachen zwischen Freude und Scham. Eine psychologisch-phänomenologische Analyse der Gelotophobie. Gemeinsam mit Rolf Kühn. Königshausen & Neumann, Würzburg, 2010, ISBN 978-3-8260-4328-4
- Die Organisation des Bewusstseins. Strategien der Typisierung in "normaler" und schizophrener Weltauffassung. Vorwort Rolf Kühn. Alber, Freiburg im Breisgau/München 2011, ISBN 978-3-495-48507-1
- Das Lachen. Ein theoretischer und praktischer Überblick. Gemeinsam mit Silvia Rößler, HCD-Verlag, Tuttlingen 2020, ISBN 978-3-938089-34-7

### Herausgeberschaft
- Kleinbasel und der "Humor in der Therapie". Hommage an René Schweizer. HCD-Verlag, Tuttlingen 2013, ISBN 3-938089-14-8